# عجب (مسلسل)
عجب هو مسلسل كويتي عُرض عام 2012. يتناول قصة سيدة تملك حاسة سادسة قوية، تقودها إلى سر عمره 20 سنة تصل من خلاله إلى شخصية تشبهها تماما، وتحدث بينهما الكثير من المفارقات.